# Jewgienij Wodołazkin
Jewgienij Wodołazkin (ur. 21 lutego 1964 w Kijowie, Ukraińska SRR) – rosyjski literaturoznawca i pisarz.

## Życiorys
W 1986 został absolwentem Instytutu Filologii Kijowskiego Uniwersytetu Narodowego im. Tarasa Szewczenki. W tym samym roku rozpoczął studia doktoranckie w Instytucie Literatury Rosyjskiej przy Akademii Nauk ZSRR w zakładzie literatury staroruskiej, kierowanym wtedy przez Dmitrija Lichaczowa. Trzy lata przygotowywał rozprawę doktorską na temat przekładu bizantyjskiej kroniki Jerzego Mnicha (Hamartolosa). Po obronie rozprawy rozpoczął w 1990 r. pracę w Instytucie, gdzie pracuje do dziś.
Jest doktorem habilitowanym nauk filologicznych. Rozprawę habilitacyjną obronił w 2000 r. Temat rozprawy: Historia powszechna w literaturze staroruskiej (na materiale opowieści kronikarskich XI-XVI ww.).
Opublikowana przez niego w 2009 r. powieść Sołowiow i Łarionow znalazła się w ścisłej czołówce utworów nominowanych do nagrody Wielka Księga. Kolejna powieść – Laur (wydanie polskie 2015, tłum. Ewa Skórska) – zdobyła tę nagrodę w 2013 r. W tym samym roku powieść Laur została uhonorowana nagrodą Jasna Polana oraz nagrodą literacką Międzynarodowego Konwentu Fantastyki Portal, odbywającego się corocznie w Kijowie.
W 2015 r. był autorem tekstu rosyjskiego narodowego dyktanda.
Jest żonaty. Mieszka w Sankt-Petersburgu.